# Same Old Love
Singles de Selena Gomez
Good for You
(2015) Hands to Myself
(2016)
Same Old Love est une chanson de la chanteuse américaine Selena Gomez. Elle figure sur son deuxième album studio Revival, et est sortie en tant que second single de celui-ci le 10 septembre 2015.
La chanson est écrite par Charli XCX, Ross Golan (en), ainsi que ses producteurs Stargate et Benny Blanco. Initialement prévue pour Britney Spears dans son album Britney Jean puis pour Rihanna qui rejette le titre, Selena l'enregistre alors. 
Le clip vidéo de la chanson a été réalisé par Michael Haussman (en) et a été filmé au Broadway Theater District (en) de Los Angeles.
La chanson s'est classé à la cinquième place du Billboard Hot 100, hit-parade américain des 100 chansons les plus populaires toutes catégories confondues, ainsi qu'à la première place du classement spécialisé Top 40 Mainstream.